# The Address Downtown Dubai
The Address Downtown Dubai is een wolkenkrabber in Dubai, Verenigde Arabische Emiraten. De bouw begon in 2005 en werd in 2008 voltooid. Voordien werd het project Burj Dubai Lake Hotel & Serviced Apartments en The Address Downtown Burj Dubai genoemd.

## Ontwerp
The Address Downtown Dubai is 302,2 meter hoog, tot de hoogste verdieping gemeten 228,25 meter. Het gebouw telt 63 bovengrondse en 4 ondergrondse verdiepingen. Het heeft een totale oppervlakte van 178.000 vierkante meter, waarvan 113.063 bruikbaar is. De wolkenkrabber bevat een hotel van 196 kamers en biedt daarnaast plaats aan 626 appartementen.
De basis van het gebouw heeft een organische vorm, die bestaat uit meerdere bogen. De toren met de woningen daarboven neemt de vorm aan van een vliegtuigvleugel. Het gebouw is door Atkins in postmoderne stijl ontworpen.

## Brand
Op 31 december 2015 brak er een grote brand uit in het gebouw. Bij deze brand vielen er zeker 14 lichtgewonden, voornamelijk mensen die bevangen raakten door de rook. De brand bleef nog een tijd lang nasmeulen.